# Gerald Staib
Gerald Staib (* 9. November 1950 in Mühlacker) ist ein deutscher Architekt und Hochschullehrer an der Technischen Universität Dresden.

## Leben und Wirken
Nach dem Abitur 1969 in Mühlacker studierte Staib Architektur in Darmstadt und Zürich. 1979 erlangte er das Diplom.
Von 1979 bis 1993 war er Mitarbeiter und Projektpartner im Stuttgarter Architekturbüro Behnisch & Partner, unterbrochen 1980/1981 durch eine Mitarbeit im Büro Sirvin in Paris. Seit 1993 betreibt Staib als selbstständiger Architekt ein eigenes Büro in Stuttgart.
Seit 1992 ist Staib Professor für Hochbaukonstruktion und Entwerfen an der Fakultät für Architektur der Technischen Universität Dresden. Im Jahr 2013 war Staib auch Dekan der Fakultät.
Staib ist Mitautor mehrerer Fachpublikationen auf Deutsch und Englisch, das Standardwerk Glasbau Atlas ist auch auf Italienisch, Französisch und Chinesisch erschienen.

## Werk

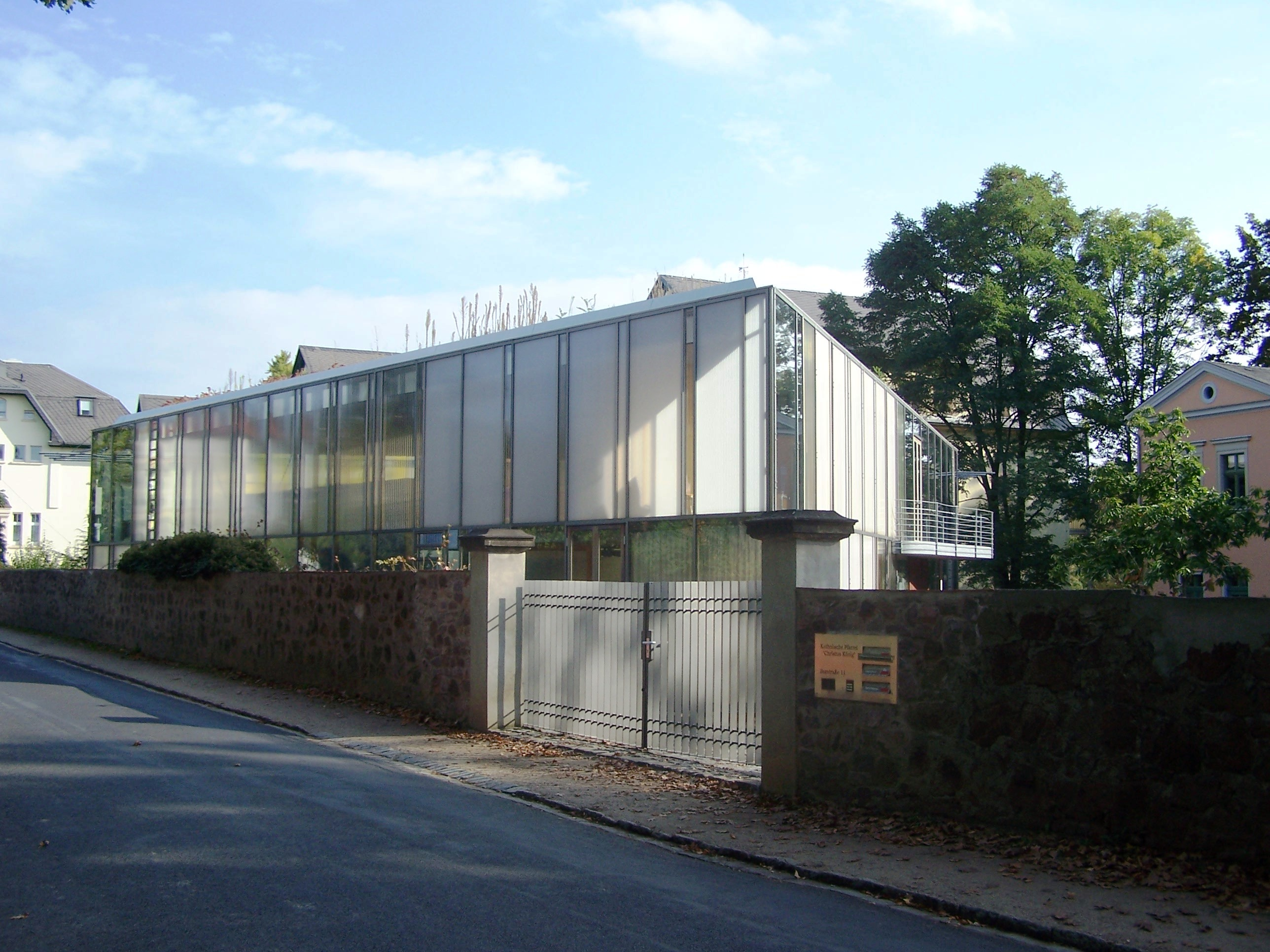
Katholische Kirche Christus König in Radebeul

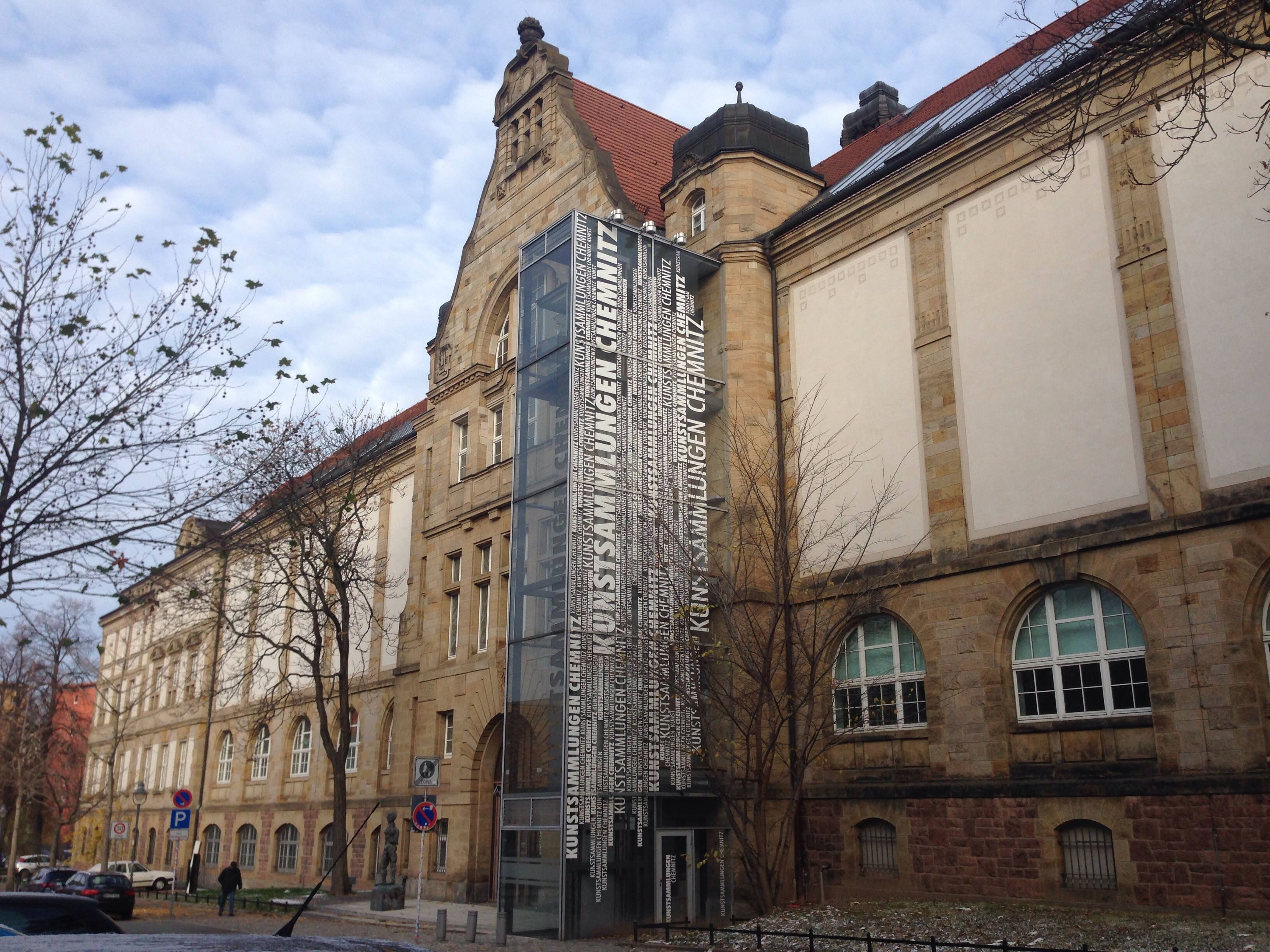
Gläserner Außenaufzug am König-Albert-Museum in Chemnitz

### Bauten
- 1996: Anbau des Clara-Zetkin-Hauses in Stuttgart
- 2001: Kirche Christus König in Radebeul (zusammen mit Günter Behnisch)
- 2002: Außenaufzug am König-Albert-Museum in Chemnitz (zusammen mit Günter Behnisch)[2]

### Schriften
- Christian Schittich, Gerald Staib, Dieter Balkow, Matthias Schuler, Werner Sobek: Glasbau Atlas. 1. Auflage, Birkhäuser Verlag, Basel 1998, ISBN 978-3-7643-5944-7.
- Christian Schittich, Gerald Staib, Dieter Balkow, Matthias Schuler, Werner Sobek: Construire en verre. Presses Polytechniques et Universitaires Romandes, 2001, ISBN 978-2-8807-4474-8.
- Christian Schittich, Gerald Staib, Dieter Balkow, Matthias Schuler, Werner Sobek: Glasbau Atlas. 2., überarbeitete und erweiterte Auflage, Birkhäuser Verlag, Basel 2006, ISBN 978-3-7643-7632-1 (eingeschränkte Vorschau in der Google-Buchsuche).
- Christian Schittich, Gerald Staib, Dieter Balkow, Matthias Schuler, Werner Sobek: Glass Construction Manual. 2nd revised and enlarged ed., Birkhäuser Verlag, Basel 2007, ISBN 978-3-7643-8290-2.
- Gerald Staib, Andreas Dörrhöfer, Markus Rosenthal, Catherine Anderle-Neill (Übers.): Components and systems: modular construction; design, structure, new technologies. Inst. für Internat. Architektur-Dokumentation, München, Basel, Boston, Berlin 2008, ISBN 978-3-7643-8656-6 (eingeschränkte Vorschau in der Google-Buchsuche).
- Gerald Staib, Andreas Dörrhöfer, Markus Rosenthal: Elemente und Systeme: Modulares Bauen – Entwurf, Konstruktion, neue Technologien. Birkhäuser Verlag, Basel 2013, ISBN 978-3-0382-1356-7 (eingeschränkte Vorschau in der Google-Buchsuche).